# Série de championnat de la Ligue nationale de baseball 1991
La Série de championnat de la Ligue nationale de baseball 1991 était la série finale de la Ligue nationale de baseball, dont l'issue a déterminé le représentant de cette ligue à la Série mondiale 1991, la grande finale des Ligues majeures.
Cette série quatre de sept a débuté le mercredi 9 octobre 1991 et s'est terminée le jeudi 17 octobre par une victoire des Braves d'Atlanta, quatre parties à trois sur les Pirates de Pittsburgh. 

## Déroulement de la série

### Calendrier des rencontres
| Match | Date       | Visiteur              | Hôte                  | Score              |
| ----- | ---------- | --------------------- | --------------------- | ------------------ |
| 1     | 9 octobre  | Braves d'Atlanta      | Pirates de Pittsburgh | 1 - 5              |
| 2     | 10 octobre | Braves d'Atlanta      | Pirates de Pittsburgh | 1 - 0              |
| 3     | 12 octobre | Pirates de Pittsburgh | Braves d'Atlanta      | 3 - 10             |
| 4     | 13 octobre | Pirates de Pittsburgh | Braves d'Atlanta      | 3 - 2 (10 manches) |
| 5     | 14 octobre | Pirates de Pittsburgh | Braves d'Atlanta      | 1 - 0              |
| 6     | 16 octobre | Braves d'Atlanta      | Pirates de Pittsburgh | 1 - 0              |
| 7     | 17 octobre | Braves d'Atlanta      | Pirates de Pittsburgh | 4 - 0              |

### Match 1
Mercredi 9 octobre 1991 au Three Rivers Stadium, Pittsburgh, Pennsylvanie.
| Braves d'Atlanta | 0 | 0 | 0 | 0 | 0 | 0 | 0 | 0 | 1 | 1 | 5 | 1 |
| Pirates de Pittsburgh | 1 | 0 | 2 | 0 | 0 | 1 | 0 | 1 | X | 5 | 8 | 1 |
| Lanceurs partants : ATL : Tom Glavine PIT : Doug Drabek Vic. : Doug Drabek (1-0) Déf. : Tom Glavine (0-1) Sauv. : Bob Walk (1) HRs : ATL : Dave Justice (1) PIT : Andy Van Slyke (1) |   |   |   |   |   |   |   |   |   |   |   |   |

### Match 2
Jeudi 10 octobre 1991 au Three Rivers Stadium, Pittsburgh, Pennsylvanie.
| Braves d'Atlanta | 0 | 0 | 0 | 0 | 0 | 1 | 0 | 0 | 0 | 1 | 8 | 0 |
| Pirates de Pittsburgh | 0 | 0 | 0 | 0 | 0 | 0 | 0 | 0 | 0 | 0 | 6 | 0 |
| Lanceurs partants : ATL : Steve Avery PIT : Zane Smith Vic. : Steve Avery (1-0) Déf. : Zane Smith (0-1) Sauv. : Alejandro Pena (1) |   |   |   |   |   |   |   |   |   |   |   |   |

### Match 3
Samedi 12 octobre 1991 au Fulton County Stadium, Atlanta, Géorgie.
| Pirates de Pittsburgh | 1 | 0 | 0 | 1 | 0 | 0 | 1 | 0 | 0 | 3  | 10 | 2 |
| Braves d'Atlanta | 4 | 1 | 1 | 0 | 0 | 0 | 1 | 3 | X | 10 | 11 | 0 |
| Lanceurs partants : PIT : John Smiley ATL : John Smoltz Vic. : John Smoltz (1-0) Déf. : John Smiley (0-1) Sauv. : Alejandro Pena (2) HRs : PIT : Orlando Merced (1), Jay Bell (1) ATL : Greg Olson (1), Ron Gant (1), Sid Bream (1) |   |   |   |   |   |   |   |   |   |    |    |   |

### Match 4
Dimanche 13 octobre 1991 au Fulton County Stadium, Atlanta, Géorgie.
| Pirates de Pittsburgh                                                                                              | 0 | 1 | 0 | 0 | 1 | 0 | 0 | 0 | 0 | 1 | 3 | 11 | 1 |
| Braves d'Atlanta                                                                                                   | 2 | 0 | 0 | 0 | 0 | 0 | 0 | 0 | 0 | 0 | 2 | 7  | 1 |
| Lanceurs partants : PIT : Randy Tomlin ATL : Charlie Leibrandt Vic. : Stan Belinda (1-0) Déf. : Kent Mercker (0-1) |   |   |   |   |   |   |   |   |   |   |   |    |   |

### Match 5
Lundi 14 octobre 1991 au Fulton County Stadium, Atlanta, Géorgie.
| Pirates de Pittsburgh | 0 | 0 | 0 | 0 | 1 | 0 | 0 | 0 | 0 | 1 | 6 | 2 |
| Braves d'Atlanta | 0 | 0 | 0 | 0 | 0 | 0 | 0 | 0 | 0 | 0 | 9 | 1 |
| Lanceurs partants : PIT : Zane Smith ATL : Tom Glavine Vic. : Zane Smith (1-1) Déf. : Tom Glavine (0-2) Sauv. : Roger Mason (1) |   |   |   |   |   |   |   |   |   |   |   |   |

### Match 6
Mercredi 16 octobre 1991 au Three Rivers Stadium, Pittsburgh, Pennsylvanie.
| Braves d'Atlanta | 0 | 0 | 0 | 0 | 0 | 0 | 0 | 0 | 1 | 1 | 7 | 0 |
| Pirates de Pittsburgh | 0 | 0 | 0 | 0 | 0 | 0 | 0 | 0 | 0 | 0 | 4 | 0 |
| Lanceurs partants : ATL : Steve Avery PIT : Doug Drabek Vic. : Steve Avery (2-0) Déf. : Doug Drabek (1-1) Sauv. : Alejandro Pena (3) |   |   |   |   |   |   |   |   |   |   |   |   |

### Match 7
Jeudi 17 octobre 1991 au Three Rivers Stadium, Pittsburgh, Pennsylvanie.
| Braves d'Atlanta | 3 | 0 | 0 | 0 | 1 | 0 | 0 | 0 | 0 | 4 | 6 | 1 |
| Pirates de Pittsburgh | 0 | 0 | 0 | 0 | 0 | 0 | 0 | 0 | 0 | 0 | 6 | 0 |
| Lanceurs partants : ATL : John Smoltz PIT : John Smiley Vic. : John Smoltz (2-0) Déf. : John Smiley (0-2) HRs : ATL : Brian Hunter (1) |   |   |   |   |   |   |   |   |   |   |   |   |

## Joueur par excellence
Le lanceur partant gaucher des Braves d'Atlanta, Steve Avery, blanchit Pittsburgh en 16 manches et un tiers lancées, réussissant 17 retraits sur des prises et méritant la victoire à chacun de ses deux départs. Il est nommé joueur par excellence de la Série de championnat de la Ligue nationale 1991.